# Landing Support Ship Large

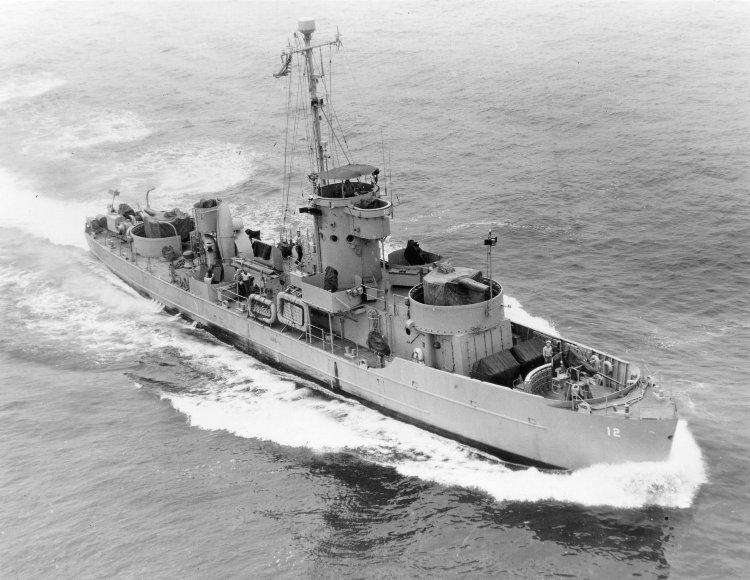
LSSL-12: Die Anordnung der Waffen ist gut zu erkennen

Der Schiffstyp Landing Craft, Support (Large) (LCS(L)), später Landing Support Ship Large (LSSL), wurde als Landungsunterstützungsschiff während des Zweiten Weltkriegs von der amerikanischen Marine zur unmittelbaren Feuerunterstützung von Landungen entwickelt und im Pazifik eingesetzt.
Durch den Abbau des Schiffsbestandes nach dem Krieg wurden viele Einheiten dieses Typs von den Marinen verbündeter Staaten übernommen.
Bei einer Verdrängung von 350 Tonnen, einer Höchstgeschwindigkeit von 16,5 Knoten und einer Besatzung von sechs Offizieren und 65 Mann, hatten die Schiffe eine Reichweite von knapp 9.000 km bei Marschfahrt von 12 Knoten. Für ein Schiff von so geringer Größe hatte es eine eindrucksvolle Bewaffnung. Als Bugkanone gab es entweder eine 3-in-Kanone mit Kaliberlänge 50 oder eine 40-mm-Bofors-Kanone als Einzel- oder Zwillingslafette. Darüber hinaus gab es zwei 40-mm-Zwillingskanonen, vier 20-mm-Maschinenkanonen und vier Maschinengewehre Kaliber .50 (12,7 mm). Zwischen dem Buggeschütz und der vorderen 40-mm-Kanone waren außerdem zehn Mark-7-Raketenwerfer. Insgesamt wurden 130 dieser Schiffe gebaut.

## Geschichte
Die Landung auf Tarawa am 20. November 1943 wies auf ein Problem bei den amphibischen Angriffsoperationen der US-Streitkräfte. Vor der Landung hatten zwar Schiffe die Strände beschossen, zeigten aber aufgrund der flachen Geschossflugbahnen der großen Schiffsartillerie nicht die erhoffte Wirkung bei den japanischen Verteidigern.

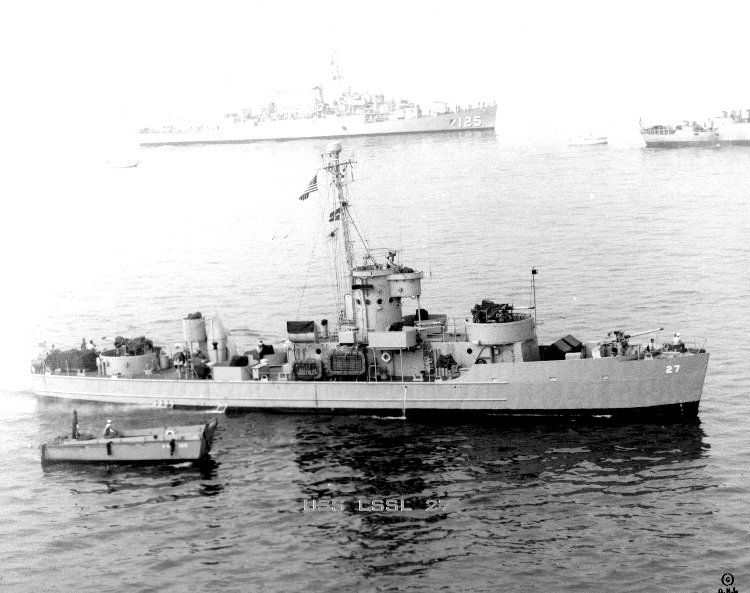
LSSL-27 mit Landungsboot und schweren Einheiten im Hintergrund

Die Zeit zwischen Beschuss und tatsächlicher Landung reichte den Verteidigern, um sich neu zu formieren und die amerikanischen Marines mit mörderischem Feuer am Strand zu empfangen. Es wurde erkannt, dass Feuerunterstützung aus nächster Nähe für die Truppen nötig war. Zur Erprobung wurden einige große Infanterielandungsboote (LCI(L)) mit zusätzlichen Kanonen bestückt und damit das LCI(L)(G) entwickelt. Dieser Umbau erwies sich als erfolgreich und bei den folgenden Landungen bei Cape Gloucester wurden weitere LCI(L) mit verschiedenen zusätzlichen Waffen bestückt. So entstanden LCI(R), LCI(M), LCI(D) und andere „Kanonenboote“. Die angehängten Buchstaben standen für Raketen, Mörser oder Zerstörung (Demolition).
Als Ergebnis der Erfolge mit diesen Fahrzeugen wurde ein neues Feuerunterstützungsschiff konzipiert. Der Rumpf des LCI(L) bekam völlig neue Aufbauten und auch das Innere wurde neu konzipiert. Die Werft George Lawley & Sons in Neponset baute das erste Schiff dieses Typs. Sie waren entworfen, um während der Landung Feuerunterstützung zu geben, aber auch, um den Verkehr zwischen den Inseln abzufangen. Mit ihrer neuen Bewaffnung wurden sie – bezogen auf ihre Größe – zu den am schwersten bewaffneten Schiffen des Zweiten Weltkriegs und hatten je Tonne Verdrängung mehr Feuerkraft als irgendein anderes Schiff der amerikanischen Marine.
Diese Fahrzeuge waren üblicherweise die Führungsschiffe im Angriff. Gewöhnlich fuhren sie in drei Anläufen nebeneinander auf den Strand zu. Im ersten Anlauf feuerten sie auf 1.000, 800 und 500 Meter Raketen. Nach der letzten Raketensalve eröffneten sie das Feuer mit den Buggeschützen auf wenige 100 Meter und drehten dann bei, und feuerten über die Breitseite auf jedes Ziel. Im dritten Anlauf folgten ihnen die Landungsboote. Bei der Annäherung an den Strand verringerten sie die Fahrt, während die Landungsboote zwischen ihnen hindurch und auf den Strand aufliefen. Die LCS(L) blieben dicht vor dem Strand und gaben der Truppe Feuerunterstützung.
Bei Okinawa hatten die Schiffe die zusätzliche Aufgabe die Landestrände zu erkunden und Kamikaze-Flugzeuge abzufangen. Da sie auch über umfangreiche Feuerlöscheinrichtungen verfügten, wurden sie auch eingesetzt, um angeschossene Schiffe bei den Löscharbeiten zu unterstützen.
1949 wurden die LCS(L), die noch in der US-Marine dienten in LSSL umklassifiziert. 1952 wurde ein großer Teil an Verbündete abgegeben, 53 gingen an Japan für den Aufbau einer neuen eigenen Selbstschutzflotte, weitere an Frankreich für den Einsatz in Vietnam. 
Das letzte erhaltene Schiff ist LCS(L)-102, das nach dem Krieg über 40 Jahre im Dienst der thailändischen Marine stand. Es kehrte 2007 in die USA zurück und ist heute im weitgehenden Originalzustand ein Museumsschiff im Mare Island Historic Park in Kalifornien.